# Ambasada Filipin przy Stolicy Apostolskiej
Ambasada Filipin przy Stolicy Apostolskiej – misja dyplomatyczna Republiki Filipin przy Stolicy Apostolskiej. Ambasada mieści się w Rzymie, w pobliżu Watykanu.

## Historia
Filipiny nawiązały stosunki dyplomatyczne ze Stolicą Apostolską 9 kwietnia 1951.